# Xã Sherman, Quận Isabella, Michigan
Xã Sherman (tiếng Anh: Sherman Township) là một xã thuộc quận Isabella, tiểu bang Michigan, Hoa Kỳ. Năm 2010, dân số của xã này là 2.991 người.